# Bruno Kreuter

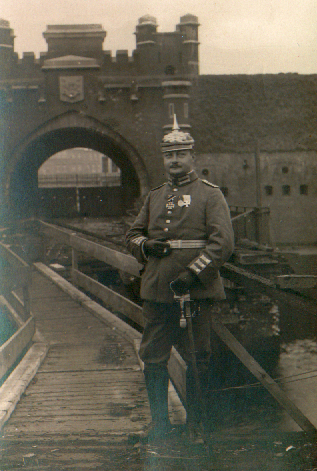
Als Festungskommandant von Antwerpen (1914/18)

Bruno Kreuter (* 19. April 1871 in Leitmeritz; † 27. Juni 1938) war rechtskundiger Erster Bürgermeister von Rosenheim in einer politisch schwierigen Zeit, während der Revolution 1918/19 und dem Beginn der Weltwirtschaftskrise 1929.

## Biographie
Bruno Kreuter wurde 1871 in der böhmischen Stadt Leitmeritz geboren (heute Litoměřice in Tschechien). Nach Ableistung des Einjährigen-Militärdienstes beim Infanterie-Leibregiment studierte er in München Jura. Nach seiner Promotion arbeitete er bis 1914 als Syndicus bei der Firma Steinbeis. „Im August 1914 rückte Kreuter als Hauptmann ein und war im letzten Kriegsjahr als Unterrichtsoffizier der 6. bayerischen Infanteriedivision an der Heimatfront zur Aufrechterhaltung der Kriegsbegeisterung wirksam“. Er war verheiratet mit Ida Kreuter geb. Lehr (1877–1972). Ida Kreuter ist die Tochter von Julius Lehr (Forstwissenschaftler und Nationalökonom) und die Schwester von Albert Lehr (Architekt).
Nach Kriegsende gehörte der als „pragmatischer Monarchist“ beschriebene Kreuter zu den Gründungsmitgliedern der Ortsgruppe Rosenheim der Bayerischen Volkspartei. Er war dort als Rechtsanwalt tätig. Als Mitglied der Einwohnerwehr nahm er an der Niederschlagung der Räterepublik in Kolbermoor teil. Am 5. Mai 1919 wurde er dort Ortskommandant.
Im Verlauf der Gemeindewahlen vom 15. Juni 1919 lehnte Georg Knorr, der Kandidat der Bürgerlichen Wirtschaftsvereinigung, seine Wahl zum Bürgermeister ab. Daraufhin bestellte die bürgerliche Stadtratsfraktion am 29. Juni Bruno Kreuter zum geschäftsführenden Zweiten Bürgermeister. Am 14. Dezember wurde Kreuter dann in das Amt des rechtskundigen Ersten Bürgermeisters gewählt, das er am 1. Januar 1920 antrat. „Seine Amtszeit war überschattet von Kriegsfolgelasten wie Geldentwertung und Geldknappheit, Wohnungsnot und Arbeitslosigkeit sowie insbesondere von den den städtischen Etat immer mehr, belastenden kommunalen Fürsorgeleistungen“.
In seine Zeit als Bürgermeister fielen trotz der schwierigen wirtschaftlichen Lage der Bau von Hochwasserschutzbauten am Inn, die Pflasterung der Innstraße und die Weiterführung und der Ausbau bereits bestehender Straßenzüge, die Erweiterung des Kanalisations- und des Wasserversorgungsnetzes, die Modernisierung und der Aus- und Umbau des Krankenhauses, des Elektrizitäts- und des Gaswerks und des Schlachthofes, die Errichtung der Viehhalle und, soweit möglich, städtische Wohnungsbauten. Außerdem wurde die Real- zur Oberrealschule ausgebaut, das Holztechnikum gegründet, das Kriegerdenkmal auf der Loretowiese errichtet, der Rathaussaal umgebaut und der Riedergarten der Öffentlichkeit zugänglich gemacht.
Entscheidend für das Ende seiner Amtszeit war der Konkurs des Rosenheimer Kleinhausbauvereins 1929. Walter Leicht schrieb: „Die Bürgerliche Wirtschaftspartei hatte Bruno Kreuter unter Beachtung jeweils persönlicher Interessen, diesem Verein im Stadtrat gegen die Stimmen des Bürgermeisters, seiner Referenten und der Linksparteien ein Darlehen von 188.000 Mark verschafft, und stempelte jetzt Kreuter zum Sündenbock für den Verlust dieser Gelder. Nachdem sein Dienstvertrag regulär am 31. Dezember 1929 auslief, schrieb der Stadtrat im Sommer 1929 die Position des Rosenheimer Bürgermeisters neu aus. Obwohl sich die oppositionelle SPD-Fraktion für eine Wiederwahl Kreuters ausgesprochen hatte, wurde er von seinen Parteifreunden fallengelassen und kam bei der Wahl im Stadtrat am 30. August mit nur fünf Stimmen nicht einmal in die Stichwahl.“
Der Nachfolger von Bruno Kreuter wurde der bisherige Forchheimer Bürgermeister Hans Knorr, der sich im zweiten Wahlgang gegen den Rosenheimer Rechtsrat Weinberger durchsetzte.

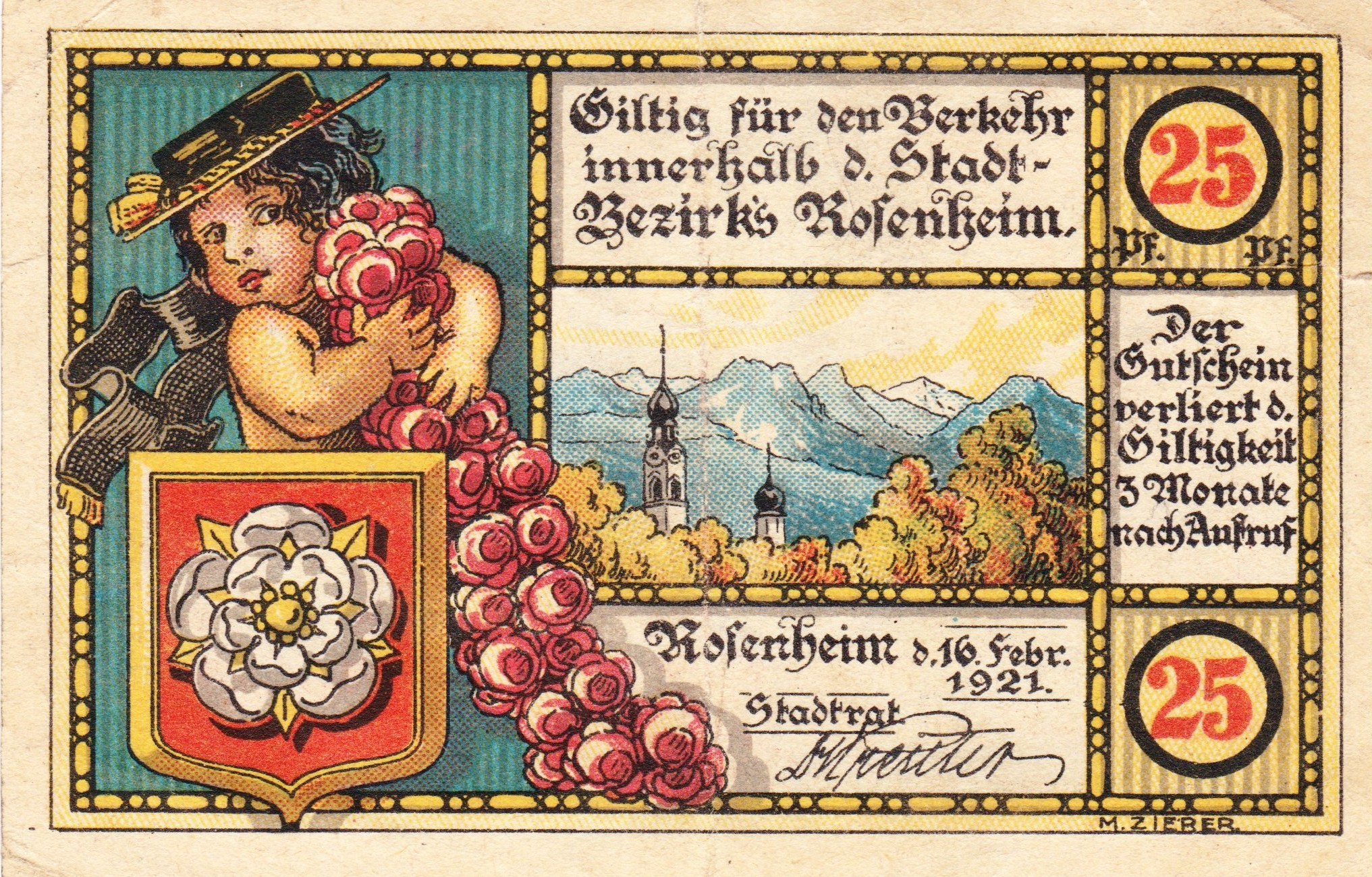
Notgeld der Stadt Rosenheim mit der Unterschrift von Bruno Kreuter (1921)

## Werke
- Bruno Kreuter: Das K. B. Landwehr-Infanterie-Regiment, Nr. 1: Nach den amtlichen Kriegstagebüchern dargestellt. Nr. 1, Verlag M. Schick, 1934